# Cette nuit et toujours
Pour plus de détails, voir Fiche technique et Distribution.

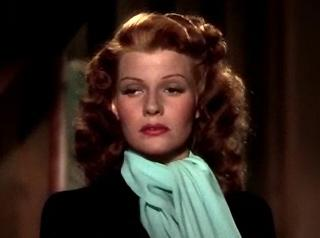
Rita Hayworth

Cette nuit et toujours (Tonight and Every Night) est un film musical américain en Technicolor réalisé par Victor Saville, sorti en 1945.

## Synopsis
« The Music Box », music-hall londonien, ne manque aucune de ses représentations bien que la ville subisse la pleine période du Blitz. La troupe du « The Music Box » survit tant bien que mal aux assauts répétés de l’aviation allemande. Lors d’une alerte en plein spectacle, artistes et spectateurs se retrouvent au sous-sol. L’officier Paul Lundy fait alors connaissance d’une des vedettes de la revue, Rosalind Bruce. La jeune femme va tomber amoureuse de Paul au grand désarroi d’un danseur de la troupe, Tommy Lawson. Ce dernier sera consolé par Judy Kane, l’autre vedette du spectacle. Rosalind et Paul annonçant leur mariage et leur départ prochains, Tommy part boire dans un bar où Judy le rejoint. À ce moment la ville subit un raid aérien et le bar est entièrement détruit par une bombe.

## Fiche technique
- Titre : Cette nuit et toujours
- Titre original : Tonight and Every Night
- Réalisation : Victor Saville
- Scénario : Abem Finkel et Lesser Samuels
- Production : Victor Saville
- Photographie : Rudolph Maté
- Musique : Morris Stoloff et Marlin Skiles (arrangements)
- Chorégraphie : Jack Cole et Val Raset
- Direction artistique : Lionel Banks, Stephen Goosson et Rudolph Sternad
- Décors de plateau : Frank Tuttle
- Costumes : Jean Louis et Marcel Vertès
- Montage : Viola Lawrence
- Pays d'origine : États-Unis
- Langue : anglais
- Distribution : Columbia Pictures
- Format : couleur (Technicolor)
- Genre :  Drame et film musical
- Durée : 92 minutes
- Dates de sortie : 
  - États-Unis : 9 janvier 1945
  - France : 14 novembre 1947
- Affiche : Boris Grinsson (France)

## Distribution
Les noms mentionnés proviennent du 2éme doublage français.
- Rita Hayworth (VF : Danièle Douet) : Rosalind Bruce
  - Martha Mears : voix chantée de Rosalind Bruce
- Lee Bowman : le chef d'escadre Paul Lundy
- Janet Blair : Judy Kane
- Marc Platt : Tommy Lawson
- Professor Lamberti : Fred
- Dusty Anderson : Toni
- Stephen Crane : Leslie Wiggins
- Jim Bannon : le photographe
- Florence Bates : May Tolliver
- Shelley Winters : Bubbles
- Ernest Cossart : Sam Royce
- Philip Merivale : le révérend Gerald Lundy
- Patrick O'Moore : David Long
- Ann Codee (non créditée) : Annette

## Galerie

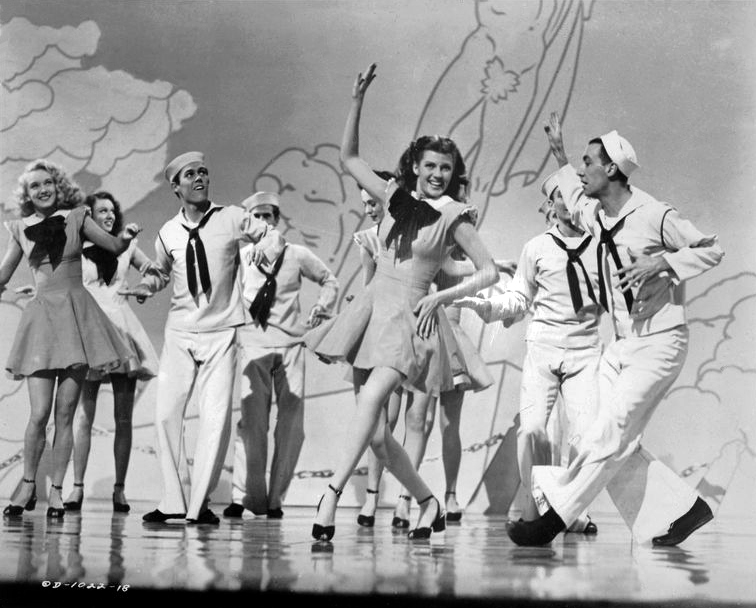
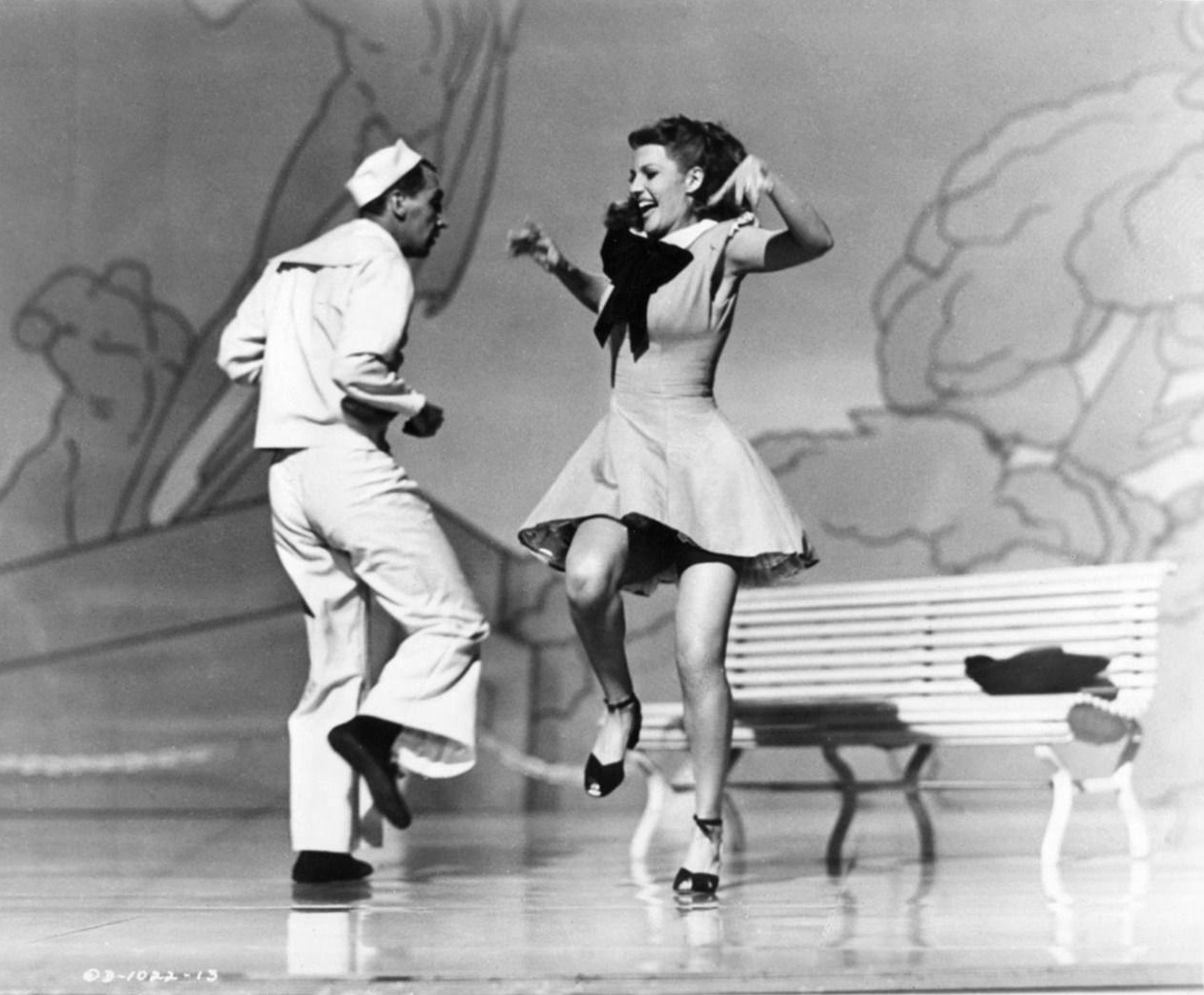
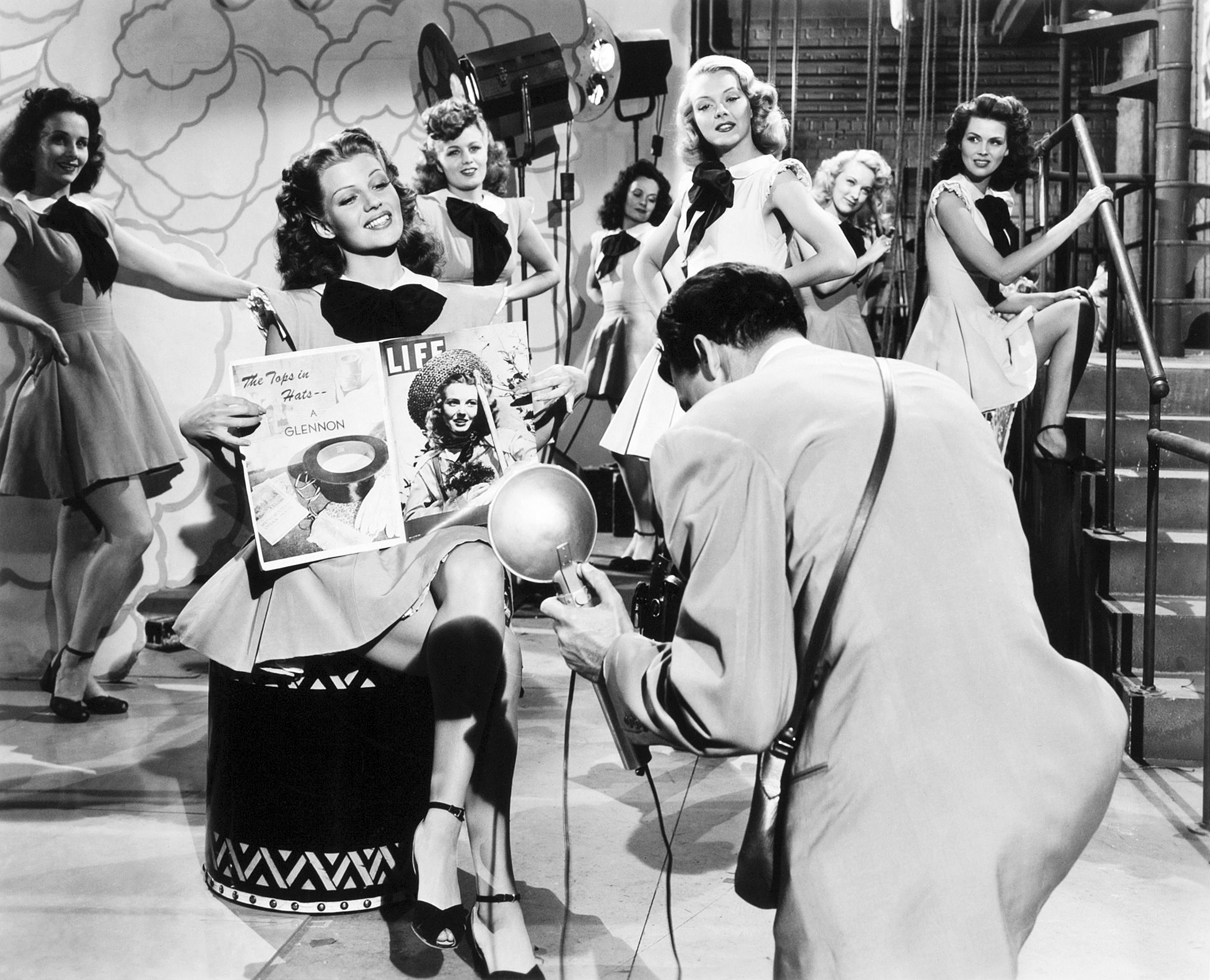
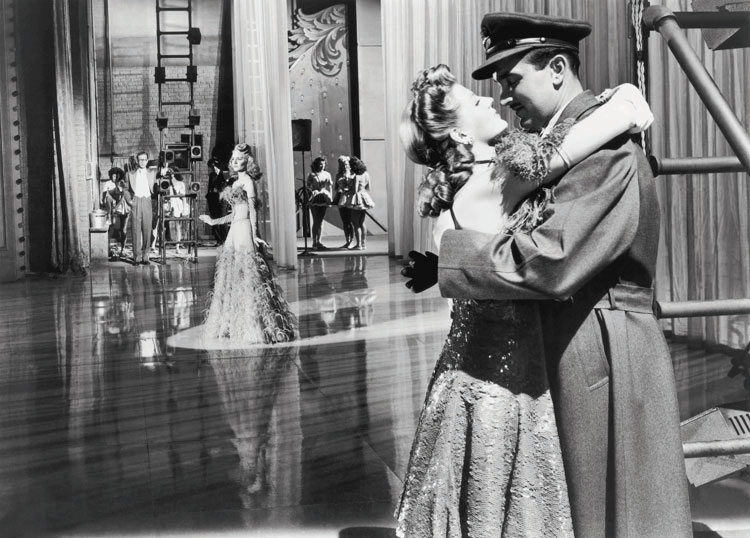
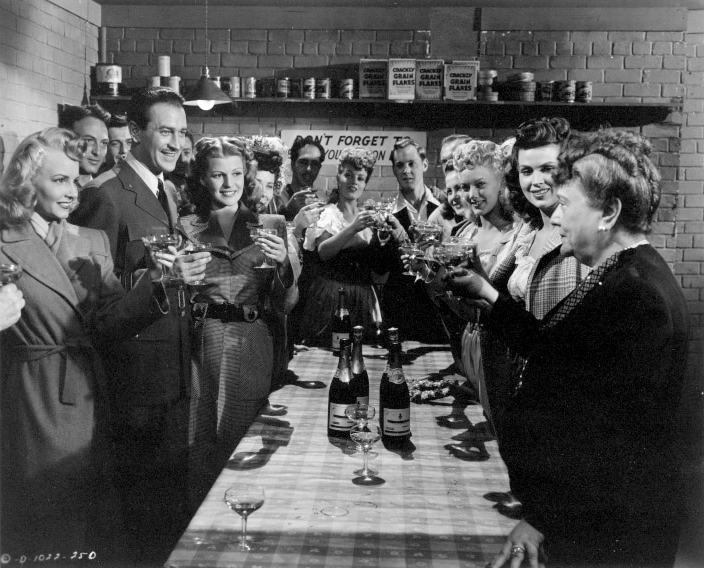